# Sennari Interactive
Sennari Interactive, LLC – amerykańska firma produkująca gry komputerowe z siedzibą w Los Angeles.

## Wyprodukowane gry
Źródło: GameSpot
- The Powerpuff Girls: Paint the Townsville Green
- The Powerpuff Girls: Bad Mojo Jojo
- The Powerpuff Girls: Battle Him
- Sports Illustrated for Kids: Baseball
- The Powerpuff Girls: Mojo Jojo A-Go-Go
- Driver 2 Advance
- Powerpuff Girls: Mojo Jojo A-Go-Go, The / Dexter's Laboratory: Disaster Strikes!
- Jamdat Bowling
- Sports Illustrated for Kids: Football
- Triclops
- Jigsaw Puzzles
- Jigsaw Club

### Anulowane
- World Tour Tennis
- Aegis: The Awakening